# Zakrytaja Bay
Die Zakrytaja Bay (englisch; russisch Бухта Островная Buchta Закрытая, deutsch ‚Verschlossene Bucht‘) ist eine Bucht an der Knox-Küste des ostantarktischen Wilkesland. Sie liegt in der Bunger-Oase.
Wissenschaftler einer sowjetischen Antarktisexpedition kartierten und benannten sie 1956. Das Antarctic Names Committee of Australia übertrug diese Benennung 1989 in einer transkribierten Teilübersetzung ins Englische.